# Пилгрим (награда)
Наградата „Пилгрим“ е премия, която се дава от Асоциацията за научнофантастични изследвания за цялостно творчество в областта на научната фантастика. Тя е създадена през 1970 г. и е кръстена на пионерската книга на писателя Дж. О. Бейли – „Pilgrims Through Space and Time“ (1947). На него е връчена и първата награда.

## Лауреати
- 1970 – J. O. Bailey  САЩ
- 1971 – Marjorie Hope Nicolson  САЩ
- 1972 – Julius Kagarlitski  СССР
- 1973 – Джон Уилямсън  САЩ
- 1974 – I. F. Clarke  Великобритания
- 1975 – Деймън Найт  САЩ
- 1976 – Джеймс Гън  САЩ
- 1977 – Thomas D. Clareson  САЩ
- 1978 – Брайън Олдис  Великобритания
- 1979 – Darko Suvin  Канада
- 1980 – Peter Nicholls  Великобритания
- 1981 – Sam Moskowitz  САЩ
- 1982 – Neil Barron  САЩ
- 1983 – H. Bruce Franklin  САЩ
- 1984 – Everett F. Bleiler  САЩ
- 1985 – Самюъл Дилейни  САЩ
- 1986 – George E. Slusser  САЩ
- 1987 – Gary K. Wolfe  САЩ
- 1988 – Джоана Ръс  САЩ
- 1989 – Урсула Ле Гуин  САЩ
- 1990 – Marshall Tymn  САЩ
- 1991 – Pierre Versins  Франция
- 1992 – Mark R. Hillegas  САЩ
- 1993 – Robert Reginald  САЩ
- 1994 – John Clute  Великобритания
- 1995 – Vivian Sobchack  САЩ
- 1996 – David Ketterer  Канада
- 1997 – Marleen Barr  САЩ
- 1998 – Лион Спраг де Камп  САЩ
- 1999 – Brian Stableford  Великобритания
- 2000 – Hal W. Hall  САЩ
- 2001 – David N. Samuelson  САЩ
- 2002 – Mike Ashley  Великобритания
- 2003 – Gary Westfahl  САЩ
- 2004 – Edward James  Великобритания
- 2005 – Gérard Klein  Франция
- 2006 – Фредерик Джеймисън  САЩ
- 2007 – Алгис Будрис  САЩ
- 2008 – Gwyneth Jones  Великобритания
- 2009 – Brian Attebery  САЩ
- 2010 – Eric S. Rabkin  САЩ
- 2011 – Donna Haraway  САЩ
- 2012 – Pamela Sargent  САЩ
- 2013 – N. Katherine Hayles  САЩ
- 2014 – Joan Gordon  САЩ
- 2015 – Henry Jenkins  САЩ
- 2016 – Mark Bould  Великобритания
- 2017 – Tom Moylan  Ирландия
- 2018 – Carl Freedman  САЩ